# 20 grandes éxitos (Los Fabulosos Cadillacs)
20 grandes éxitos es el segundo álbum recopilatorio de la banda argentina de Rock y Ska, Los Fabulosos Cadillacs, fue lanzado en 1998. Se trata de un set de dos CD el cual cuenta con los mejores éxitos de la banda desde el álbum Yo te avisé!! de 1987 hasta Rey azúcar de 1995, también incluye la versión en vivo de su éxito Vasos vacíos registrada en su primer álbum directo En vivo en Buenos Aires.
El único álbum (histórico) del cual no se extrajeron temas para incluir en e disco fue de Bares y fondas, entre los extras del disco se incluye una remezcla de Mal bicho con Babasónicos más la canción Igual a quien que nunca fue lanzada.

## Recepción
En Allmusic Stephen Thomas Erlewine clasificó el álbum con 4 estrellas declarando que «20 grandes éxitos es una excelente colección de versiones recién grabadas de las mejores y más conocidas canciones de Los Fabulosos Cadillacs que debería servir como una buena introducción para los curiosos».

## Lista de canciones

### CD 1
| N.º | Título                              | Escritor(es)                                                     | Álbum original y año           | Duración |  |
| 1.  | «Yo no me sentaría en tu mesa»      | Vicentico, Flavio Cianciarulo, Fernando Ricciardi, Sergio Rotman | Yo te avisé!!, 1987            | 2:55     |  |
| 2.  | «Mi novia se cayó en un pozo ciego» | Vicentico, Cianciarulo, Luciano Giugno, Vaino Rigozzi            | Yo te avisé!!, 1987            | 3:54     |  |
| 3.  | «Conversación nocturna»             | Vicentico, Ricciardi, Rigozzi, Mario Siperman                    | El ritmo mundial, 1988         | 3:34     |  |
| 4.  | «Contrabando de amor»               | Vicentico                                                        | El satánico Dr. Cadillac, 1989 | 3:27     |  |
| 5.  | «Caballo de madera»                 | Cianciarulo                                                      | Volumen 5, 1990                | 3:15     |  |
| 6.  | «Radio kriminal»                    | Vicentico, Cianciarulo                                           | Volumen 5, 1990                | 4:20     |  |
| 7.  | «Carnaval toda la vida»             | Vicentico                                                        | El león, 1992                  | 6:07     |  |
| 8.  | «Ríos de lágrimas»                  | Rotman                                                           | El león, 1992                  | 2:56     |  |
| 9.  | «Arde Buenos Aires»                 | Cianciarulo                                                      | El león, 1992                  | 3:14     |  |
| 10. | «Gallo rojo»                        | Vicentico                                                        | El león, 1992                  | 4:27     |  |

### CD 2
| N.º | Título                                                           | Escritor(es)                   | Álbum original y año          | Duración |  |
| 1.  | «Manuel Santillan, el león (tumbao)» (Manuel Santillan, el león) | Cianciarulo                    | El león, 1992                 | 3:24     |  |
| 2.  | «El matador»                                                     | Vicentico                      | Vasos vacíos, 1993            | 4:34     |  |
| 3.  | «Vasos vacíos (en vivo)»                                         | Vicentico                      | En vivo en Buenos Aires, 1994 | 4:19     |  |
| 4.  | «Mal bicho»                                                      | Cianciarulo                    | Rey azúcar, 1995              | 4:04     |  |
| 5.  | «Carmela»                                                        | Fernando Ricciardi             | Rey azúcar, 1995              | 2:58     |  |
| 6.  | «Saco azul»                                                      | Vicentico, Valeria Bertuccelli | Rey azúcar, 1995              | 3:34     |  |
| 7.  | «Las venas abiertas de América»                                  | Cianciarulo                    | Rey azúcar, 1995              | 2:43     |  |
| 8.  | «Strawberry Fields Forever»                                      | Lennon–McCartney               | Rey azúcar, 1995              | 4:17     |  |
| 9.  | «Padre nuestro (versión dub)»                                    | Vicentico                      | Rey azúcar, 1995              | 3:37     |  |
| 10. | «Queen Of The Ghetto (versión dub)»                              | Big Youth, Rotman              | Rey azúcar, 1995              | 5:28     |  |
| 11. | «Mal bicho (Babasónicos)»                                        | Cianciarulo                    | Rey azúcar, 1995              | 3:56     |  |
| 12. | «Igual a quien (inédita)»                                        | Vicentico                      |                               | 3:38     |  |

## Integrantes
- Vicentico – voz
- Flavio Cianciarulo – bajo
- Aníbal Rigozzi – guitarra
- Mario Siperman – teclados
- Fernando Ricciardi – batería
- Naco Goldfinger – saxo tenor
- Sergio Rotman – saxo alto
- Daniel Lozano – trompeta y fliscorno

### Personal técnico
- Bernardo Ernesto – productor
- Fabian Couto – coordinador de arte, director, productor
- Chris Frantz – director, productor
- KC Porter – dirección artística, productor
- Tina Weymouth – director, productor
- Carlos Jorge Yñurrigarro – director, productor